# بلتانتس
بلتانتس (به ارمنی: Պլեթանց) یک منطقهٔ مسکونی در جمهوری آرتساخ است که در استان هادروت واقع شده‌است.